# Adam Fumée
Pour les articles homonymes, voir Fumée.
Adam Fumée, né à Tours en 1430 et mort à Lyon en novembre 1494, est garde des sceaux de France et premier médecin des rois Charles VII, Louis XI et Charles VIII.

## Biographie
Fils de Pierre Fumée, marchand drapier puis receveur des deniers communs de la ville de Tours, et de Marie Berthelot, Adam Fumée est étudiant puis professeur en médecine à l'université de Montpellier lorsqu'il est appelé à la cour par Charles VII qui en fait son « Premier physicien » (médecin).
En 1464, Louis XI le nomme maître des requêtes. Lorsque Louis XI signe le traité de Caen, le 23 décembre 1465, avec le duc François II de Bretagne, il accompagne le roi et, lui aussi, le signe. Le 9 janvier 1478, au Plessis-du-Parc-lèz-Tours, fief du roi, il signe une autre lettre patente royale importante, parmi de nombreux conseillers.
En 1479, il est garde des sceaux, enlevés au chancelier Pierre Doriole, et les conserve jusqu'en 1483. Ainsi, le 2 septembre 1482, il signe encore au Plessis-du-Parc-lèz-Tours l'une des lettres patentes royales. À partir de 1492, il est une seconde fois, garde des sceaux de France, nommé par Charles VIII, à la suite du décès du chancelier Guillaume de Rochefort, ce qui lui permet de continuer à exercer l'office de maître des requêtes.
Il est seigneur des Roches, de Saint-Quentin et de Genillé,. Il épouse en premières noces Jeanne Pellorde (dont postérité), puis Thomine Ruzé, veuve de Jean Bourdelot et fille de Jean Ruzé, seigneur de Beaulieu.
Il meurt à Lyon en novembre 1494. Il fut inhumé dans la chapelle du château des Roches-Saint-Quentin près de Loches, sa dernière demeure. Sa veuve, Thomine Ruzé, mourut quinze jours après lui (dont postérité éteinte à la première génération).
Sa bibliothèque, qui était l'une des plus splendides du temps, fut vendue après sa mort au libraire Camusat. « L'on a soupçonné que le Roi s'en servait à faire des coups secrets. »
L'ancien Premier ministre François Fillon est sa descendance par l'un de ses arrière-grands-pères maternels.

### Sources
- Anselme de Sainte-Marie dit Père Anselme, Histoire généalogique et chronologique de la maison royale de France, vol. 6, Paris, 1730 (lire en ligne), p. 420
- Marcel Godet, « Consultation de Tours pour la réforme de l'Église de France, 12 nov. 1493 », dans : Revue d'histoire de l'Église de France, année 1911, vol. 2, no 8 (p. 175-196), p. 176-177, n. 1.
- Dictionnaire des scientifiques de Touraine, Académie des sciences, arts et belles-lettres de Touraine, 2017